# José do Patrocínio Lefort
Monsenhor José do Patrocínio Lefort (Campanha, 5 de junho de 1914 — 15 de dezembro de 1997) foi um sacerdote brasileiro da Diocese da Campanha. Foi historiador, genealogista, arquivista, heraldista, filateslista, numismata e orquidófilo de reconhecido destaque.

## Biografia
Monsenhor Lefort era filho de Francisco Augusto Lefort e de Palmira Antonieta Alves e descendente do francês François Lefort, que veio para o Brasil em 1855, tendo falecido a 8 de novembro de 1906, na cidade mineira da Campanha.
Realizou todos seus estudos em Campanha, onde sempre residiu. Ordenou-se sacerdote em 5 de dezembro de 1937, em Mariana.
Foi professor de grego, latim, francês, álgebra, geografia, corografia e cosmografia no Seminário da Diocese da Campanha e em colégios daquela cidade mineira.
Exerceu, por longos anos, o cargo de chanceler do Bispado de Campanha, cujos arquivos organizou e franqueou aos genealogistas de todo o país.
Historiador renomado, desde 1939, dedicou-se à pesquisa de fatos históricos e personagens do sul de Minas Gerais.
O seu falecimento abriu enorme lacuna na vida intelectual do Brasil, em especial na História e na Genealogia.